# زیردریایی کلاس آلباکورا
سابمارین کلاس آلباکورا (به انگلیسی: Albacora-class submarine) یک کلاس از زیردریایی است که طول آن 57.8 meters می‌باشد.